# 多田分屯地
座標: 北緯43度26分15秒 東経142度31分00秒 / 北緯43.4374645579086度 東経142.51653671264648度

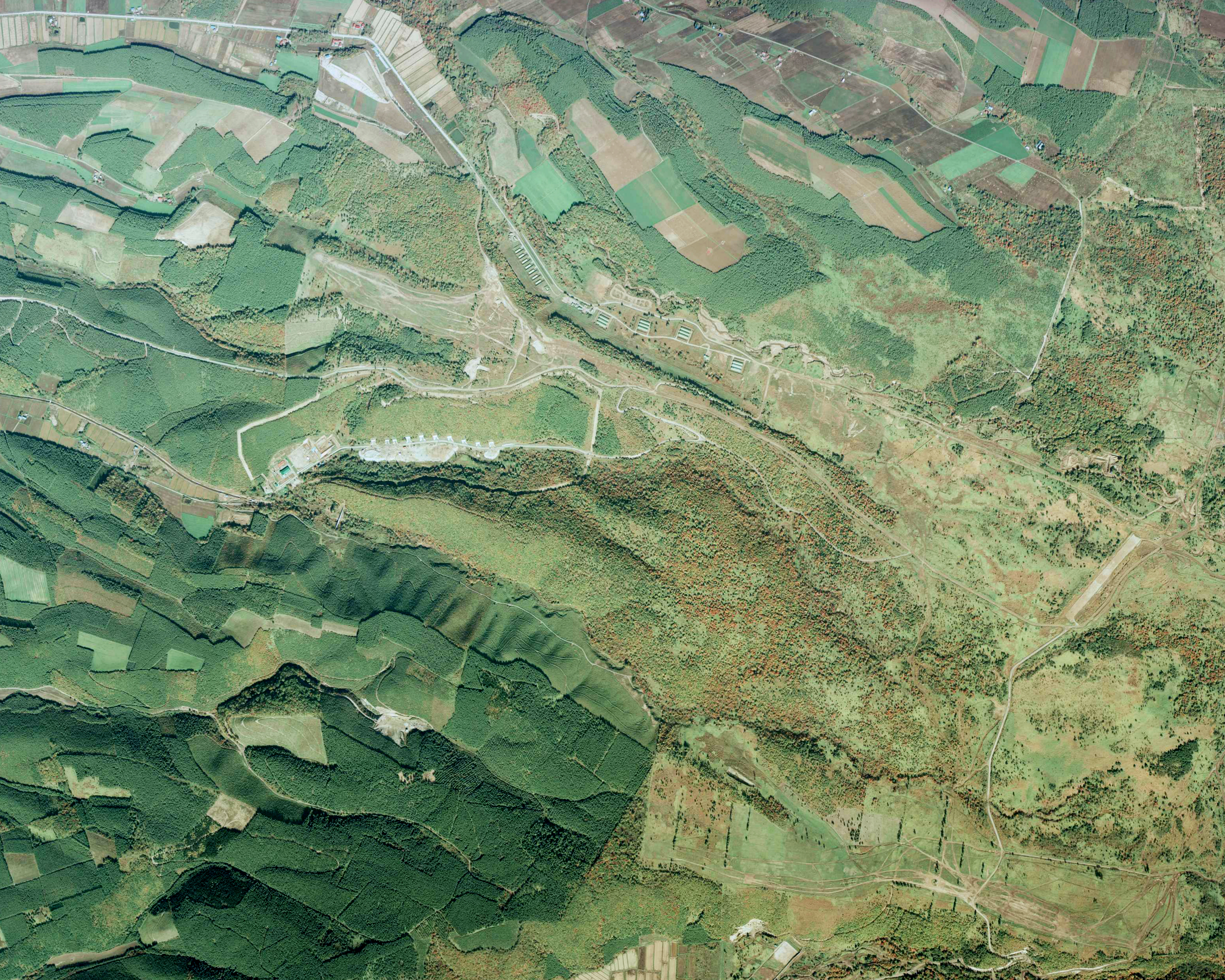
多田分屯地周辺の空中写真。1977年10月12日撮影の2枚を合成作成。。

多田分屯地（ただぶんとんち、JGSDF Vice-Camp Tada）は、北海道空知郡上富良野町字上富良野に所在し多田弾薬支処等が駐屯している陸上自衛隊上富良野駐屯地の分屯地である。

## 概要
分屯地司令は、多田弾薬支処長が兼務。1956年（昭和31年）10月には弾薬備蓄施設として多田弾薬支処が上富良野演習場日の出地区（多田牧場跡地）で編成を整えたが、1977年（昭和52年）には富原地区（安井農場跡地）に移転するとともに分屯地となった。多田分屯地は、拡張のために1985年（昭和60年）から1987年（昭和62年）にかけて用地買収が行われた。これは「戦略的価値が極めて重視されだした」ためであり、防衛庁が「本道の真ん中に位置し交通の便が良い」ことに着目したことにあった。2023年（令和5年）現在、陸上自衛隊の弾薬支処（弾薬貯蔵所）は道内に6カ所あるが、当分屯地は国内随一の規模をもち、最新鋭の施設となっている。

## 沿革
- 1956年（昭和31年）10月10日：北海道地区補給処多田弾薬支処が島松駐屯地より多田牧場跡地に移駐[2][3]し編成完結。

陸上自衛隊上富良野駐屯地多田分屯地
- 1977年（昭和52年）3月25日：多田分屯地開設。
- 2023年（令和5年）9月18日：次年度より弾薬庫整備のための調査を実施することが報道された[4]。

## 駐屯部隊
- 北海道補給処
  - 多田弾薬支処
- 北部方面システム通信群
  - 第101基地システム通信大隊
    - 第301基地通信中隊
      - 多田派遣隊

## 最寄の幹線交通
- 高速道路：
- 一般道：国道237号、北海道道291号吹上上富良野線、北海道道298号上富良野旭中富良野線、北海道道581号留辺蘂上富良野線
- 鉄道：JR北海道富良野線 上富良野駅
- 港湾：
- 飛行場：旭川空港（第二種空港）